# Tomáš Hubočan
Tomáš Hubočan (17 de setembro de 1985) é um futebolista profissional eslovaco que atua como zagueiro pelo Olympique de Marseille e pela seleção eslovaca.

## Carreira
Hubocan fez parte do elenco da Seleção Eslovaca de Futebol da Eurocopa de 2016.

## Títulos

### MŠK Žilina
- Slovak Super Liga (2): 2003–04, 2006–07

### Zenit Saint Petersburg
- Russian Football Premier League (2): 2010, 2011-12
- Copa da Rússia (1): 2010
- Super Copa da Rússia (2): 2008, 2011